# Йоланда Адамс
Йоланда Адамс — американська госпел-співачка, акторка та радіоведуча.
Народилася 27 серпня 1962 року в Х'юстоні, штат Техас, США. Вона починала працювати як модель та вчителька, з 13 років співала в хорі, а 1987 розпочала сольну музичну кар'єру.
Перша платівка Адамс Just As I Am вийшла 1987 року на лейблі Sound of Gospel та принесла співачці премію «Греммі». В першій половині дев'яностих вона видала три альбоми на лейблі Tribute Records: Through the Storm (1991), Save the World (1993) та More Than a Melody (1995). Save the World приніс їй три нагороди Stellar Gospel Music Awards, провів 61 тиждень в чартах госпел-музики та містив пісню «The Battle Is The Lord's», яка вважається стандартом християнської музики. More Than a Melody містив хітові композиції «Gotta Have Love» та «What About the Children?» та був ближчим до ритм-енд-блюзу.
1998 року Адамс підписала контракт з лейблом Elektra Records, де випустила декілька кросовер-альбомів: Songs From the Heart (1998), Mountain High… Valley Low (1999), Christmas with Yolanda Adams (2000), The Experience (2001), Beleive (2001). Наступна платівка Адамс Day By Day вийшла 2005 року на лейблі Atlantic Records.